# Associazione Calcio Pisa 1936-1937
Questa pagina raccoglie i dati riguardanti l'Associazione Calcio Pisa nelle competizioni ufficiali della stagione 1936-1937.

## Rosa
| N. |                   | Ruolo | Calciatore          |
| -- | ----------------- | ----- | ------------------- |
|    | Italia (bandiera) | P     | Bruno Ballante      |
|    | Italia (bandiera) | A     | Sergio Bertoni      |
|    | Italia (bandiera) | C     | Corrado Biasotto    |
|    | Italia (bandiera) | A     | Stanislao Chiapulin |
|    | Italia (bandiera) | D     | Pietro Del Buono    |
|    | Italia (bandiera) | C     | Ottavio Gagliardi   |
|    | Italia (bandiera) | A     | Cesare Galli        |
|    | Italia (bandiera) | C     | Giuseppe Grillo     |
|    | Italia (bandiera) | A     | Mario Mannelli      |
|    | Italia (bandiera) | D     | Sergio Marchi       |

| N. |                      | Ruolo | Calciatore          |
| -- | -------------------- | ----- | ------------------- |
|    | Italia (bandiera)    | C     | Maggiorino Mongero  |
|    | Italia (bandiera)    | D     | Angelo Pasolini     |
|    | Italia (bandiera)    | A     | Angelo Pomponi      |
|    | Argentina (bandiera) | A     | Juan Rizzo          |
|    | Italia (bandiera)    | C     | Cirano Serri        |
|    | Italia (bandiera)    | C     | Milziade Severgnini |
|    | Italia (bandiera)    | C     | Lorenzo Suber       |
|    | Italia (bandiera)    | C     | Mario Tonali        |
|    | Italia (bandiera)    | P     | Paolo Vannucci      |

## Risultati

### Serie B

#### Girone di andata
| Arbitro: | Salvatori (Roma) |

|             |           |  |
| Bianchi 51’ | Marcatori |  |

| Arbitro: | Carminati (Milano) |

|                         |           |                |
| Bertoni 38’ Pomponi 59’ | Marcatori | 19’ Baldinotti |

| Arbitro: | Biancone (Roma) |

|  |           |              |
|  | Marcatori | 25’ Mannelli |

| Arbitro: | Gondola (Monfalcone) |

|           |           |  |
| Arcari 3’ | Marcatori |  |

| Arbitro: | Soliani (Genova) |

|                        |           |  |
| Rizzo 35’ Mannelli 81’ | Marcatori |  |

| Cremona 18 ottobre 1936 6ª giornata | Cremonese       | 0 – 0 referto | Pisa | Polisportivo Roberto Farinacci\| Arbitro: \| Forni (Treviso) \| |
| Arbitro:                            | Forni (Treviso) |               |      |                                                                 |

| Arbitro: | Fois (Roma) |

|  |           |            |
|  | Marcatori | 8’ Benassi |

| Arbitro: | Mattea (Torino) |

|                                    |           |  |
| Remigi 21’ Cominelli 34’ Salvi 50’ | Marcatori |  |

| Arbitro: | Soliani (Genova) |

|                  |           |              |
| Busin 69’ (rig.) | Marcatori | 60’ Mannelli |

| Arbitro: | Gardenghi (Brescia) |

|                             |           |               |
| Chiappolini 79’ Pomponi 84’ | Marcatori | 89’ Valentini |

| Arbitro: | Biancone (Roma) |

|                |           |        |
| Querci ?’, 41’ | Marcatori | Marchi |

| Arbitro: | Carminati (Milano) |

|                |           |              |
| Pomponi Marchi | Marcatori | Vitali Galli |

| Arbitro: | Candela (Genova) |

|  |           |             |
|  | Marcatori | 53’ Bertoni |

| Arbitro: | Ghetti (Modena) |

|                                      |           |             |
| Biasotto 5’ (aut.) Mihalich 50’, 66’ | Marcatori | 82’ Pomponi |

| Arbitro: | Mazza (Torre del Greco) |

|                                      |           |           |
| Pomponi 33’, 76’ Rizzo 82’ Galli 89’ | Marcatori | 57’ Lenzi |

#### Girone di ritorno
| Arbitro: | Sassi (Roma) |

|                      |           |      |
| Rizzo Pomponi Grillo | Marcatori | Dusi |

| Arbitro: | Galeati (Bologna) |

|  |           |                   |
|  | Marcatori | ?’ (rig.) Pomponi |

| Arbitro: | Moretti (Genova) |

|                                      |           |          |
| Pomponi ?’, ?’ Mannelli ?’, ?’ Rizzo | Marcatori | Barberio |

| Arbitro: | Gonani (Ravenna) |

|                    |           |          |
| Bertagni ?’ (aut.) | Marcatori | Lombatti |

| Arbitro: | Galeati (Bologna) |

|                                     |           |               |
| Bianchi I Andreis Bianchi II ?’, ?’ | Marcatori | Pomponi Rizzo |

| Arbitro: | Gondola (Venezia) |

|         |           |         |
| Bertoni | Marcatori | Bertolo |

| Arbitro: | Dattilo (Roma) |

|                                           |           |  |
| Grillo ?’ (aut.) Tonali ?’ (aut.) Benazzi | Marcatori |  |

| Arbitro: | Saracini (Ancona) |

|               |           |  |
| Suber Pomponi | Marcatori |  |

| Pisa 14 marzo 1937 24ª giornata | Pisa            | 0 – 0 referto | Pro Vercelli | \| Arbitro: \| Brevi (Treviso) \| |
| Arbitro:                        | Brevi (Treviso) |               |              |                                   |

| Arbitro: | Scarpi (Dolo) |

|                 |           |  |
| Battioni ?’, ?’ | Marcatori |  |

| Arbitro: | Dattilo (Roma) |

|                 |           |                  |
| Bertoni Pomponi | Marcatori | Dusi Re Ferretti |

| Arbitro: | Bertolio (Torino) |

|        |           |                |
| Zironi | Marcatori | ?’, ?’ Pomponi |

| Arbitro: | Salvatori (Roma) |

|                    |           |                |
| Pomponi ?’, ?’, ?’ | Marcatori | Spinola Ocardi |

| Pisa 9 maggio 1937 29ª giornata | Pisa               | 0 – 0 referto | Catania | \| Arbitro: \| Carminati (Milano) \| |
| Arbitro:                        | Carminati (Milano) |               |         |                                      |

| Arbitro: | Bocchi (Milano) |

|  |           |         |
|  | Marcatori | Pomponi |

### Coppa Italia
| Arbitro: | Viarengo (Asti) |

|                                                   |           |             |
| Suber 19’, 49’, 75’ Pomponi Rizzo 42’ Bertoni 53’ | Marcatori | 35’, 82’ Cò |

| Arbitro: | Gnocchini (Roma) |

|  |           |                 |
|  | Marcatori | 79’, 86’ Valori |